# Liza Goddard
Pour les articles homonymes, voir Goddard.
Liza Goddard est une actrice britannique, née le 20 janvier 1950 à Smethwick (Midlands de l'Ouest).

## Biographie

### Vie privée
Liza Goddard a été l'épouse du comédien Colin Baker. Ils sont aujourd'hui divorcés.
En 2004, Liza Goddard  s'enferme dans un chenil géant avec les députés Paul Burstow, Evan Harris, Ivan Henderson (en), les présentatrices Liz Bonnin et Lizzie Greenwood-Hughes (en) et la DJ Becky Jago (en) dans le cadre d'une collecte des fonds pour la RSPCA.

## Filmographie
- 1966 : Skippy le kangourou (Skippy) (série télé) : Clancy Merrick
- 1967 : Love and War (feuilleton télé) : (Love 1: Romeo and Juliet)
- 1969 : The Intruders (en) : Clarissa 'Clancy' Merrick
- 1969 : Take Three Girls (série télé) : Victoria
- 1971 : Lulie IV (téléfilm)
- 1971 : Jenny IV (téléfilm)
- 1972 : Ooh, You Are Awful : Liza Missenden Green
- 1972 : I Want What I Want : Carole
- 1976 : Yes, Honestly (série télé) : Lily
- 1972 : The Brothers (série télé) (série télé) : April Winter / Merroney (1976)
- 1979 : The Plank (téléfilm) : Young lady helped across the road
- 1979 : Murder at the Wedding (feuilleton télé)
- 1980 : Watch This Space (série télé) : Claire
- 1980 : Pig in the Middle (série télé) : Nellie Bligh
- 1981 : Brendon Chase (feuilleton télé) : Monica Hurling
- 1982 : Take Three Women (téléfilm) : Victoria
- 1983 : Wagner (feuilleton télévisé) : Jessie Laussot
- 1983 : Doctor Who (série télévisée) Terminus : Kari
- 1984 : See How They Run (téléfilm) : Penelope Toop
- 1985 : Roll Over Beethoven (série télé) : Belinda Purcell
- 1986 : Seal Morning (série télé) : Sylvia Beresford
- 1987 : Testimony : The English Humanist
- 1988 : Woof! (série télé) : Mrs Jessop
- 1988 : That's Love (série télé) : Laurel Manasotti
- 1989 : Woof! (vidéo) : Mrs. Jessop
- 1993 : Woof! (série télé) : Mrs. Jessop
- 1998 : Bernard's Watch (série télé) : Narrator
- 2002 : Wild West (série télé) : Gilly